# Guspini
Guspini es un municipio de Italia de 12.465 habitantes en la provincia de Cerdeña del Sur, región de Cerdeña.
Las fiestas patronales, en honor a Santa María, se celebra cada año el 15 de agosto; duran una semana y se destacan por bailes, cantos y comidas típicas.

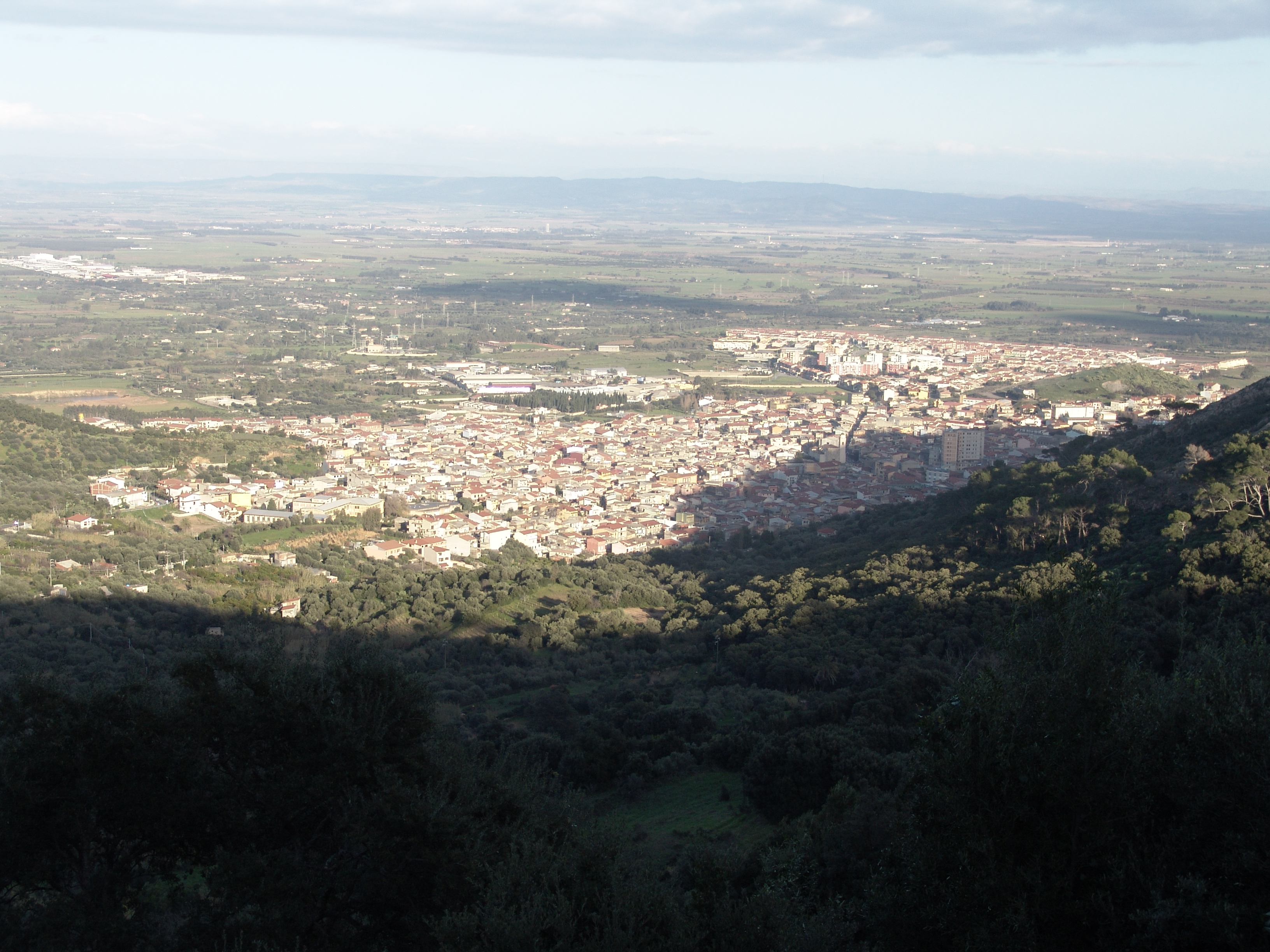
Guspini visto desde Arbus.

## Evolución demográfica
| Gráfica de evolución demográfica de Guspini entre 1861 y 2001 |
|                                                               |
| Fuente ISTAT - Elaboración gráfica de Wikipedia               |